# Gustaf de Laval
Gustaf de Laval ili punim imenom Carl Gustaf Patrik de Laval (Orsa, 9. svibnja 1845. – Stockholm, 2. veljače 1913.), švedski inženjer i izumitelj. Konstruirao je sapnicu koja služi za pretvorbu potencijalne energije stlačivih fluida (plinova ili para) u kinetičku energiju, a koja je po njemu nazvana Lavalova sapnica. Sapnicu  (mlaznica) čini strujni kanal, koji se u smjeru strujanja najprije suzuje (konfuzorski dio), a zatim proširuje (difuzorski dio). Zahvaljujući povećanju brzine fluida na suženome dijelu kanala (Venturijeva cijev), njome se mogu postići nadzvučne brzine strujanja. Ta je sapnica bitan dio u gradnji parnih i plinskih turbina, reaktivnih mlaznih i raketnih motora, te mlaznih kompresora. Laval je konstruirao i prvu tehnički uporabljivu jednostupanjsku akcijsku parnu turbinu (1883.), poslije nazvanu Lavalova turbina.

## De Lavalova mlaznica ili Lavalova sapnica
De Lavalova mlaznica ili Lavalova sapnica je sapnica (mlaznica) koja služi za pretvorbu potencijalne energije stlačivih fluida (plinova ili para) u kinetičku energiju. Sapnicu čini strujni kanal, koji se u smjeru strujanja najprije suzuje (konfuzorski dio), a zatim proširuje (difuzorski dio). Zahvaljujući povećanju brzine fluida na suženome dijelu kanala (Venturijeva cijev), njome se mogu postići nadzvučne brzine strujanja. Ta je sapnica bitan dio u gradnji parnih i plinskih turbina, reaktivnih mlaznih i raketnih motora, te mlaznih kompresora.